# Кристальная пещера
Криста́льная пеще́ра (Кри́вченская пеще́ра, Хрустальная; укр. Кришталева печера) — карстовая пещера в гипсах, расположенная в селе Кривче Тернопольской области Украины. Суммарная протяжённость пещеры составляет более 22 км, амплитуда — 10 м. Представляет собой сложную лабиринтовую систему ходов, выработанных преимущественно по вертикальным тектоническим трещинам, перекрещивающихся направлений. Пещера сухая, постоянная температура воздуха составляет около 10 °C. Декорирована карбонатными натёками и гипсовыми кристаллами (иногда в виде бахромы).

## История исследований
Впервые пещера упоминается в 1721 году в книге польского священника Габриэля Ржачинского. Первым же исследователем, попавшим внутрь стал Клим Гутковский, который на протяжении 1908—1914 годов составил карту ходов (которую, впрочем, не опубликовал), а также дал им названия.
Далее про пещеру ненадолго забыли, поэтому когда в 1925 году Дамьян Горняткевич со своей группой хотел было попасть внутрь, оказалось, что проход закрыт намытой за эти годы глиной. С помощью ведер группа принялась её убирать, однако работы вынуждены были остановить, когда на пути появился огромный камень. Первоначально вход представлял собой вертикальный спуск высотой 6 метров, что сделало его выемку на то время невозможным. Результаты его исследований содержаться в его статье, опубликованной в львовской газете «Дело» № 145—149 за 3—7 июля 1929 года.
В 1928 году Подольское туристично-краеведческое сообщество во второй раз откопало вход.
В 1931 году Виктор Нехай приступил к работе по исследованию пещеры, а в 1933 году опубликованы результаты его исследований, в числе которых и составленная им карта.
10 марта 1946 года во время облавы НКВД, участники ОУН-УПА спрятались в пещере. Им было предложено сдаться, но когда они отказались, было решено подорвать плиту, возле которой находился вход в пещеру. Мощный взрыв существенно изменил место в районе входа, сам же вход был завален.
В 1961 году вход в пещеру откопали в третий раз.
В 1962—1963 годах начался новый виток исследований, когда под руководством В. Н. Дублянского была составлена первая полная карта, которая была существенно полнее предыдущей. Ко входу были сооружены ступеньки, а сам вход был закрыт дверьми, длина пещеры была определена в 17,8 километра. Из-за уточнённой длины пещера стала самой длинной в Советском Союзе, а также самой длинной гипсовой пещерой в мире.
Благодаря потоку туристов тогда же был создан туристический комплекс, начались экскурсии.
7 августа 1963 года Советом Министров УССР пещера была признана памятником природы республиканского значения.
В 1965 году для обеспечения безопасности движения, а также чтобы продемонстрировать её красоту, было решено провести освещение, а затем заняться общим обустройством окружающей территории.
Существенными темпами продолжало расти количество туристов:
- 1969 год — 9000 чел.[12]
- 1974 год — 33 326 чел.[13]
- 1975 год — 40 026 чел.[13]
- конец 70-х — до 70 000 чел.[13]
- длина туристического маршрута — 3 км.

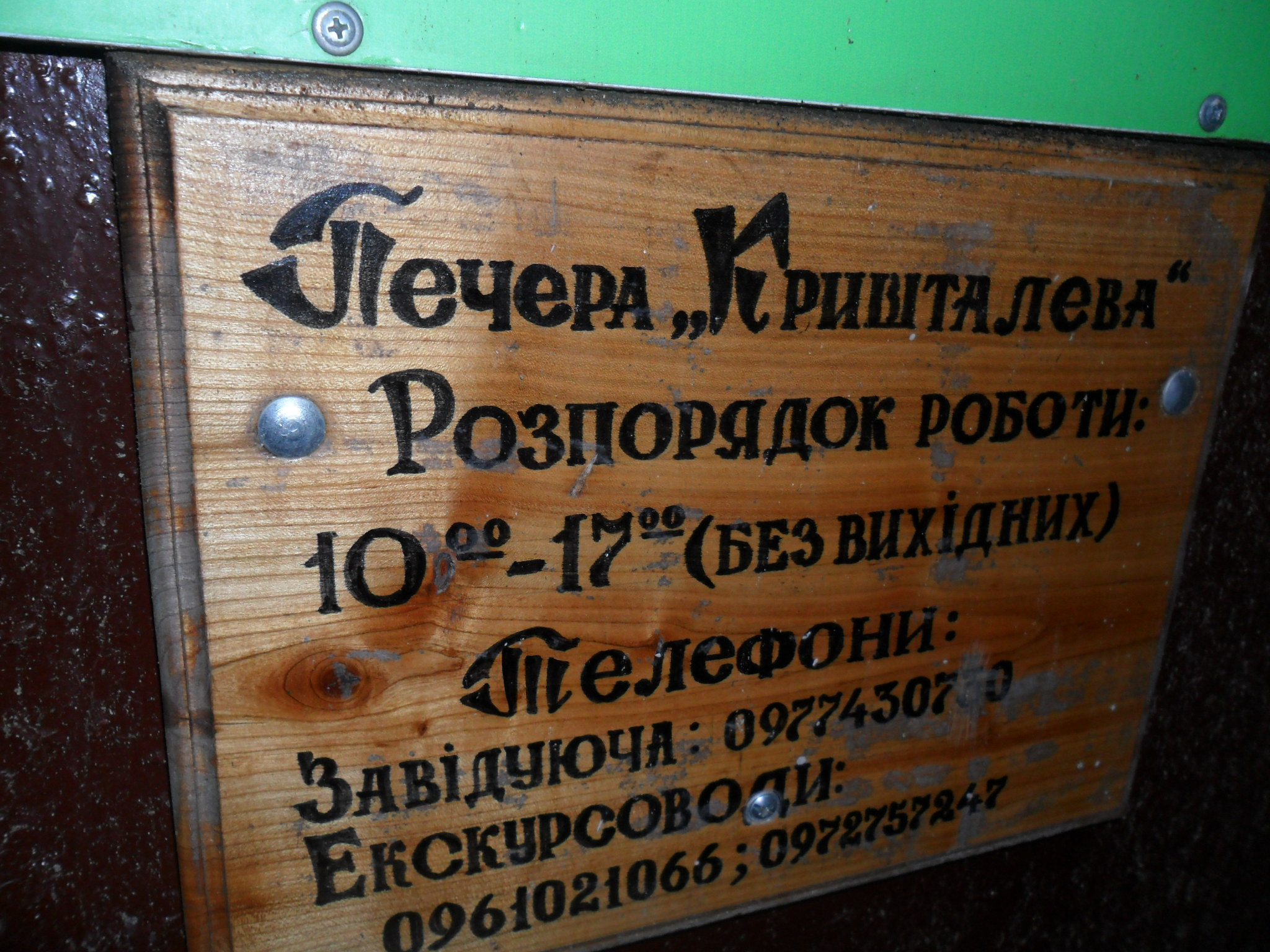
Расписание работы для посещения

Под руководством В. Павлюченка в 1978 году была составлена эталонная карта с открытыми труднодоступными ходами, которую, однако, в 1999 году снова принялись дорабатывать, когда обнаружилось, что на карте 1978 года не было многих отдаленных и труднодоступных участков пещеры. Через год экспедиция продолжила работу, поскольку вооружившись новейшими исследовательскими приборами, было обнаружено, что в пещере имелось ещё продолжение.
Ещё до этого было высказано предположение, что видимое окончание пещеры не обязательно означает её полное окончание. Чтобы это проверить, применялся метод вертикального электрического зондирования. На выбранном участке поверхности измерялось сопротивление тока. Суть метода состояла в том, чтобы по результатам прибора определить пустотные участки, ведь пустота имеет большее сопротивление току, чем порода. Результаты показали, что на глубине 10—25 метров от поверхности имеются просторные «залы».
По состоянию на 01.01.2008 года пещера имеет следующие характеристики:
- общая длина — 22 610 м;
- общая площадь — 36 000 м²;
- общий объём — 105 000 м³;
- средняя ширина проходов — 2 м, максимальная — 25 м;
- средняя высота проходов — 2,7 м, максимальная — 10 м.

## Гипотеза об образовании пещеры
Более 20 млн лет назад, во времена неогенового периода тортонского яруса, на месте пещеры находилось мелкое море, насыщенное сульфатом кальция. С течением времени оно превратилось в многочисленные водоемы-озера, в которых сульфат кальция оседал в виде горизонтальных наслоений гипса. Одновременно с этим происходило горообразование Карпат, связанное с движением литосферных плит. Тогда наслоения гипсов были разбиты тектоническими трещинами. По сформированным лабиринтам начали течь подземные воды, которые вымывали легкорастворимый гипс. Благодаря чему были образованы многочисленные ходы и «залы». Со временем уровень грунтовых вод снизился, пещера высохла, а на её стенах образовались многочисленные кристаллы.

## Микроклимат
Исследования микроклимата проводились на протяжении 5 лет (с 22 мая 1962 года по 27 августа 1967 года). Согласно им температура понижается от 13—10,2 °C в центре до 9,3 °C на периферии. Обнаружена сезонная циркуляция воздуха. В тёплый период поток воздуха устремляется в пещеру, в холодный — наоборот. Циркуляция воздуха при этом слабая, скорость её 0,15—0,8 м/с. Коэффициент воздухообмена — 1,4. Относительная влажность 93—100 %, в центре меньше, чем на периферии. Чистый воздух пещеры обусловлен наличием озона, который образуется путём ионизации воздуха стронцием, входящего в состав кристаллов. Этим, а также некоторыми другими параметрами объясняются лечебные свойства пещеры.

## Галерея

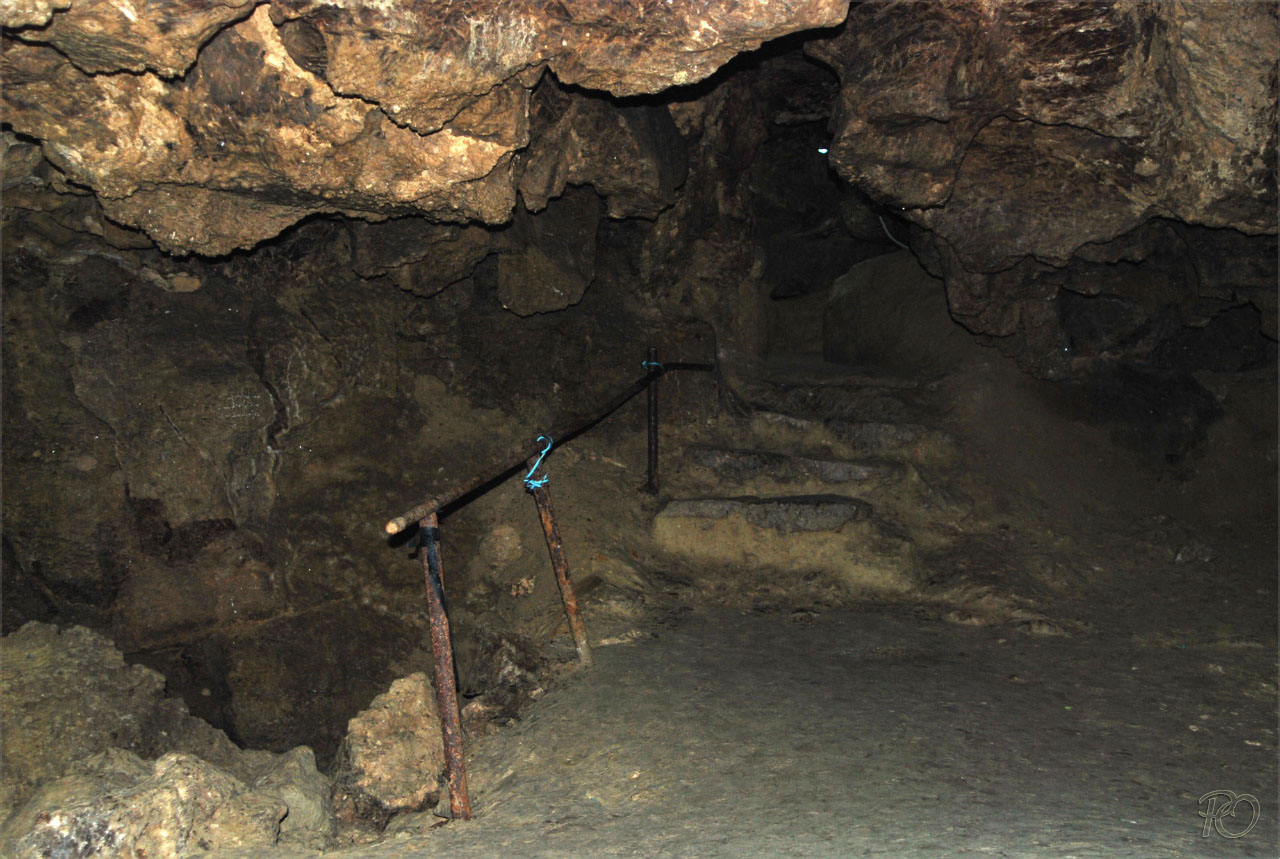
Туристическая тропка
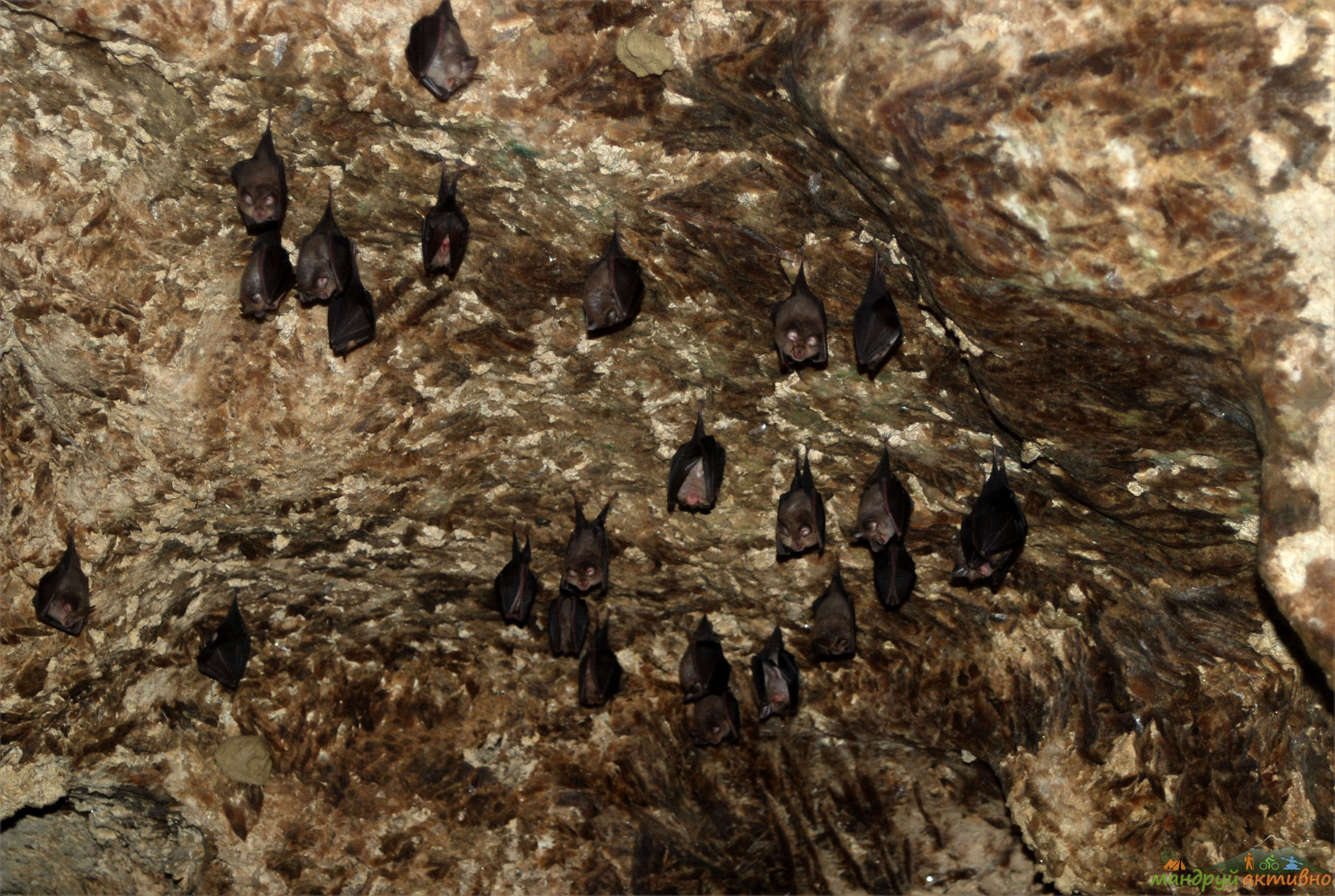
Летучие мыши на потолке пещеры
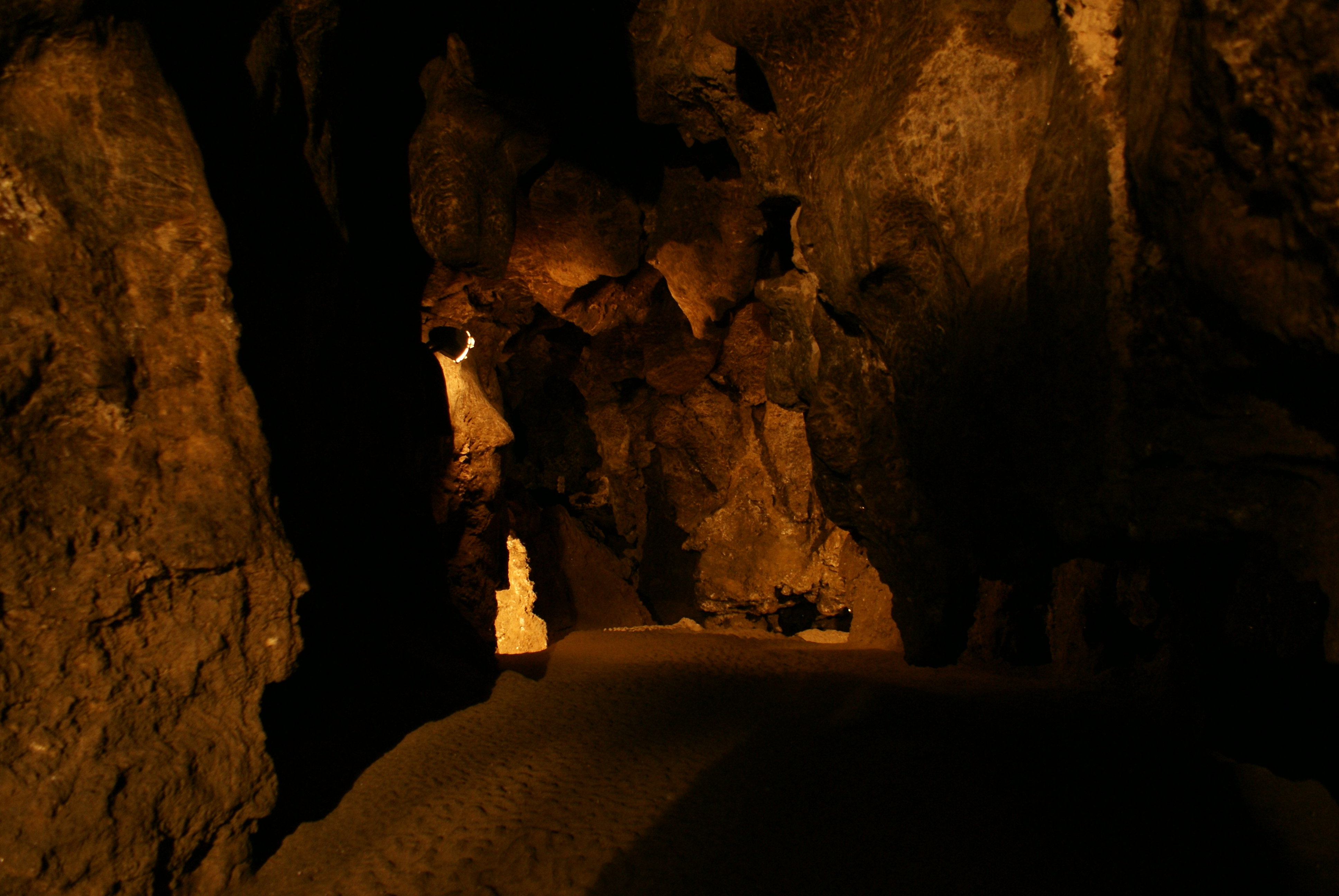
Один из "залов"
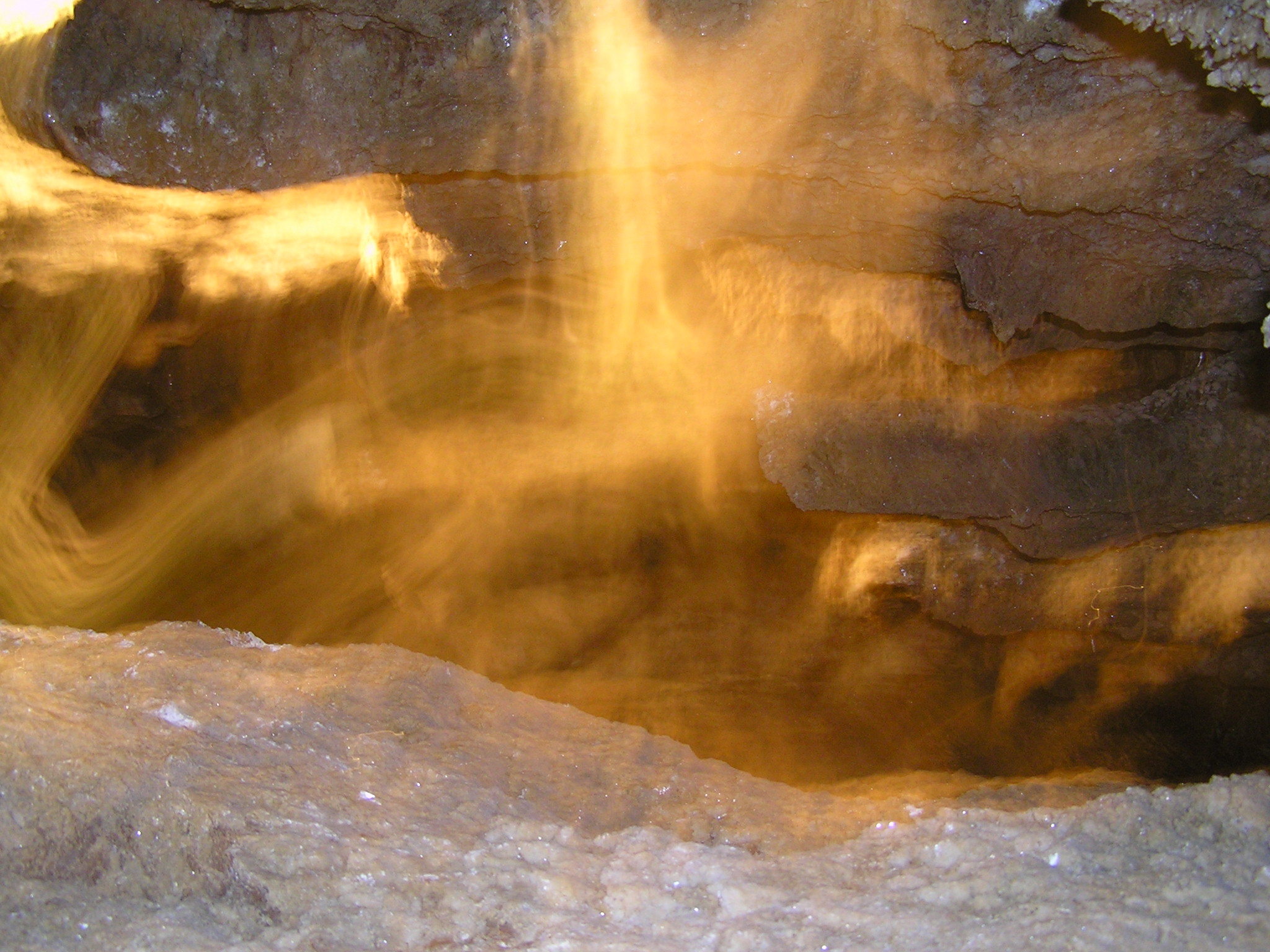